# Sven Holmström
Sven Göran Holmström, född 25 december 1924 i Bromma, död 28 december 2019 på Mallorca, var en svensk skulptör, tecknare, mosaik- och textilkonstnär.
Han var son till tandläkaren Gustaf Holmström och Märta Forsgren. Holmström studerade som enda manliga elev textil vid Konstfackskolan i Stockholm 1943–1950 och under studieresor till Florens. Han medverkade i Nationalmuseums utställning Unga tecknare några gånger, tillsammans med Sixten Haage och Louis del Pizzo ställde han ut på Galerie Moderne i Stockholm 1955. Han var till en början helt inriktad på textilkonst och teckning men övergick senare till mosaikläggning för att slutligen arbeta med skulpturer i svetsad plåt och järn. Bland hans offentliga arbeten märks betongrelieferna i entrén på medborgarhuset i Hässelby. Holmström är representerad vid Moderna Museet,Norrköpings konstmuseum och Arkivet i Lund.